# Îles Caïmans aux Jeux olympiques d'été de 2020
Les Îles Caïmans participent aux Jeux olympiques de 2020 à Tokyo au Japon. Il s'agit de leur 11e participation à des Jeux d'été.

## Athlètes engagés
| Sport       | Hommes | Femmes | Total |
| ----------- | ------ | ------ | ----- |
| Athlétisme  | 1      | 1      | 2     |
| Gymnastique | 0      | 1      | 1     |
| Natation    | 1      | 1      | 2     |
| Total       | 2      | 3      | 5     |

## Résultats

### Athlétisme
Comme en 2016, le sprinteur Kemar Hyman décroche sa qualification en réalisant une performance lors du meeting Johnny Loaring Classic de 2019 en 10.02 s, sous les 10.05 de temps minimum qualificatif.
Les Îles Caïmans bénéficient également d'une place attribuée au nom de l'universalité des Jeux pour une athlète féminin, Shalysa Wray dispute le 400 mètres féminin.
| Athlète      | Épreuve        | Série   | Série | Demi-finale | Demi-finale | Finale   | Finale   |
| Athlète      | Épreuve        | Temps   | Rang  | Temps       | Rang        | Temps    | Rang     |
| ------------ | -------------- | ------- | ----- | ----------- | ----------- | -------- | -------- |
| Kemar Hyman  | 100 m masculin | 10 s 41 | 7e    | Éliminé     | Éliminé     | Éliminé  | Éliminé  |
| Shalysa Wray | 400 m féminin  | 53 s 61 | 7e    | Éliminée    | Éliminée    | Éliminée | Éliminée |

### Gymnastique artistique
| Athlète      | Qualifications | Qualifications | Qualifications      | Qualifications | Qualifications | Qualifications | Finale   | Finale   | Finale              | Finale   | Finale   | Finale   |
| Athlète      | Appareil       | Appareil       | Appareil            | Appareil       | Total          | Rang           | Appareil | Appareil | Appareil            | Appareil | Total    | Rang     |
| Athlète      | Sol            | Saut           | Barres asymétriques | Poutre         | Total          | Rang           | Sol      | Saut     | Barres asymétriques | Poutre   | Total    | Rang     |
| ------------ | -------------- | -------------- | ------------------- | -------------- | -------------- | -------------- | -------- | -------- | ------------------- | -------- | -------- | -------- |
| Raegan Rutty | 12,133         | 8,566          | 8,283               | 10,633         | 39,615         | 80e            | Éliminée | Éliminée | Éliminée            | Éliminée | Éliminée | Éliminée |

### Natation
Les Îles Caïmans bénéficient de deux places attribuées au nom de l'universalité des Jeux.
| Athlète      | Épreuve          | Séries  | Séries | Demi-finales | Demi-finales | Finale  | Finale  |
| Athlète      | Épreuve          | Temps   | Rang   | Temps        | Rang         | Temps   | Rang    |
| ------------ | ---------------- | ------- | ------ | ------------ | ------------ | ------- | ------- |
| Brett Fraser | 100 m nage libre | 22 s 46 | 33e    | Éliminé      | Éliminé      | Éliminé | Éliminé |

| Athlète        | Épreuve          | Séries  | Séries | Demi-finales | Demi-finales | Finale   | Finale   |
| Athlète        | Épreuve          | Temps   | Rang   | Temps        | Rang         | Temps    | Rang     |
| -------------- | ---------------- | ------- | ------ | ------------ | ------------ | -------- | -------- |
| Jillian Crooks | 100 m nage libre | 57 s 32 | 41e    | Éliminée     | Éliminée     | Éliminée | Éliminée |